# Гавайи 5.0 (2-й сезон)
Второй сезон американского телесериала «Гавайи 5.0», премьера которого состоялась на канале CBS 19 сентября 2011 года, а заключительная серия вышла 14 мая 2012 года, состоит из 23 эпизодов. Шоу является ремейком телесериала 1968—1980 годов.
Телесериал был разработан Питером М. Ленковым, Алексом Куртцманом и Роберто Орси. Сериал рассказывает о работе специального подразделения полиции под руководством бывшего морского офицера Стива МакГарретта (Алекс О’Лафлин) на Оаху.

## В ролях

### Основной состав
- Алекс О’Лафлин — Стив Макгарретт
- Скотт Каан — Дэнни «Дэнно» Уильямс
- Дэниел Дэ Ким — Чин Хо Келли
- Грейс Пак — Коно Калакауа
- Маси Ока — доктор Макс Бергман
- Лорен Джерман — Лори Уэстон

### Второстепенный состав
| - Уильям Сэдлер — Джон Макгарретт - Рейко Эйлсворт — доктор Малия Вайнкрофт - Уильям Болдуин — Фрэнк Делано - Мишель Борт — Кэтрин Роллинз - Деннис Чун — сержант Дюк Лукела - Марк Дакаскос — Во Фат - Иэн Энтони Дейл — Адам Ношимури - Тейлор Грубс — Грейс Уильямс - Ричард Т. Джонс — губернатор Сэм Деннинг - Дэвид Кит — командир Уэйд Гатчез | - Уилл Юн Ли — Санг Мин - Тэрин Мэннинг — Мэри Энн Макгарретт - Терри О’Куинн — Джо Уайт - Лариса Олейник — Дженна Кей - Отем Ризер — доктор Габриэль Асано - Том Сайзмор — капитан Винсент Фрайер - Тэйлор Уайли — Камекона - Клэр ван дер Бум — Рэйчел Эдвардс - Брайан Янг — Чарли Фонг |

## Эпизоды
| № общий | № в сезоне | Название                             | Режиссёр       | Автор сценария                              | Дата премьеры    | Произв. код | Зрители в США (млн) |
| --- | ---------- | ------------------------------------ | -------------- | ------------------------------------------- | ---------------- | ----------- | ------------------- |
| 25 | 1          | «Ha'i'ole» «Несокрушимый»            | Стив Бойм      | Питер М. Ленков и Пол Збышевски             | 19 сентября 2011 | 201         | 12,19               |
| Стив Макгаррет сидит в тюрьме в ожидании суда по обвинению в убийстве губернатора, Дэнни приводит к нему неожиданного посетителя, чтобы помочь очистить его имя. Между тем, Коно отстранена от работы в ожидании внутреннего расследования. |            |                                      |                |                                             |                  |             |                     |
| 26 | 2          | «Ua Lawe Wale» «Принятый»            | Дуэйн Кларк    | Мелисса Гленн и Джессика Ридер              | 26 сентября 2011 | 202         | 11,26               |
| Отдел 5.0 расследует дело о похищении юной сёрфингистки. Тайна происхождения девушки приводит их к общине сектантов. Между тем, по результатам внутреннего расследования Коно лишена полицейского значка. Новый губернатор Дэннинг направляет офицера Лори Уэстон (Лорен Джерман) присоединиться к Отделу 5.0, для того, чтобы контролировать действия Стива Макгаррета и его команду и следить за соблюдением правил. |            |                                      |                |                                             |                  |             |                     |
| 27 | 3          | «Kame'e» «Герой»                     | Джеффри Хант   | Элвуд Рейд                                  | 3 октября 2011   | 203         | 11,07               |
| В джунглях обнаружен труп морского пехотинца, предположительно совершившего самоубийство. По просьбе своего наставника по «морским котикам» Джо Уайта (Терри О’Куинн) Стив Макгаррет убеждает Макса провести вскрытие, считая, что это убийство. Макс обнаруживает странные совпадения с другим трупом морского пехотинца, погибшего в аварии. Между тем, Чин Хо беспокоится о Коно, тусующейся с группой экс-полицейских, включая Фрэнка Делано. |            |                                      |                |                                             |                  |             |                     |
| 28 | 4          | «Mea Makamae» «Сокровище»            | Дуэйн Кларк    | Дэвид Волков                                | 10 октября 2011  | 204         | 10,07               |
| Отдел 5.0 должен расследовать смерть аквалангиста, занимавшегося охотой за сокровищами, и найти связь между его больной матерью и скорой помощью 1939 года. Чин понимает, что Коно использовала его логин и пароль, чтобы войти в базу данных полиции, и приезжает поговорить с ней, но опять видит её с Фрэнком Делано (Уильям Болдуин) и его бандой экс-полицейских. Стив Макгаррет узнает, что Джо Уайт не отсылал в ЦРУ видеозапись с губернатором, Во Фатом и его отцом. |            |                                      |                |                                             |                  |             |                     |
| 29 | 5          | «Ma'ema'e» «Чисто»                   | Стив Бойм      | Стефани Сенгапта                            | 17 октября 2011  | 205         | 11,07               |
| Негативное влияние Фрэнка Делано на Коно становится всё сильнее, когда она включается в расследование Отделом 5.0 убийства волейбольного тренера в связи с отмыванием денег. Чин начинает проводить время со своей бывшей невестой Малией. |            |                                      |                |                                             |                  |             |                     |
| 30 | 6          | «Ka Hakaka Maikai» «Хороший бой»     | Ларри Тенг     | Кайл Харимото                               | 24 октября 2011  | 206         | 10,70               |
| Труп в бассейне «помогает» раскрыть серию дерзких ограблений. Однако выясняется, что сам он не погиб в результате ограбления. расследование приводит отряд 5.0 в спортзал для боксеров с улиц. Убийца найден. И в результате Макгаррету приходится выйти на ринг. В серии появляется Кенси Блай из сериала Морская полиция: Лос-Анджелес. |            |                                      |                |                                             |                  |             |                     |
| 31 | 7          | «Ka Iwi Kapu» «Священные кости»      | Джо Данте      | Тара Баттерс и Майкл Фэзекас                | 31 октября 2011  | 207         | 10,60               |
| Два человека убиты во время съёмки документального фильма о гавайских древних захоронениях. Дэнно не понимает в чем святость этих захоронений и насылает на себя гнев духов. И он никак не найдёт новую квартиру. Вопрос в том, кто убил документалистов: духи или реальные люди? |            |                                      |                |                                             |                  |             |                     |
| 32 | 8          | «Lapa'au» «Исцеление»                | Стив Бойм      | Джо Хэлпин                                  | 7 ноября 2011    | 208         | 10,32               |
| Самолёт «Сессна» падает в море у северного побережья Оаху, но патологоанатом выясняет, что пилот — таможенный агент Моника Дженсен — была мертва ещё до взлёта. Расследование приводит команду МакГаррета то в магазин, легально торгующий марихуаной, то на склад контрабандных редких животных, то в лавку китайских лекарств. Дэнни находит себе нового четвероногого друга. |            |                                      |                |                                             |                  |             |                     |
| 33 | 9          | «Ike Maka» «Личность»                | Брайан Спайсер | Майк Шоб                                    | 14 ноября 2011   | 209         | 11,71               |
| Полиция находит труп человека, недавно перенёсшего пластическую операцию, в багажнике «маслкара». Задача Отдела 5.0 — выяснить чей же это труп и кто убийца. А помимо этого — узнать, за что Макс обижен на Стива и Дэнно. |            |                                      |                |                                             |                  |             |                     |
| 34 | 10         | «Ki'ilua» «Обманщик»                 | Кейт Вудс      | Питер M. Ленков и Пол Збышевски             | 21 ноября 2011   | 210         | 10,59               |
| Самая удивительная серия сезона, в которой расследование убийства журналистки приводит к Дженне Кей. Макгаррет попадает в безвыходное положение, а отряд 5.0 с помощью Джо Уайта его спасает. Между тем, Чин Хо Келли объявляет о своей помолвке. |            |                                      |                |                                             |                  |             |                     |
| 35 | 11         | «Pahele» «Ловушка»                   | Пол Эдвардс    | Мелисса Гленн и Джессика Ридер              | 5 декабря 2011   | 211         | 11,01               |
| Макгаррет и его команда ищут пропавший автобус, полный школьников, и тех, кто похитил детей; однако похитители не хотят брать выкуп деньгами. В результате Макгаррет обращается к одному из заключенных, имеющему связь с тем, что требуют похитители. |            |                                      |                |                                             |                  |             |                     |
| 36 | 12         | «Alaheo Pau'ole» «Ушедший навсегда»  | Джефф Т. Томас | Элвуд Рейд                                  | 12 декабря 2011  | 212         | 11,17               |
| Подростки находят в пещере тело человека. Расследование Отдела 5.0 пересекается с делом, которое ведёт капитан Фрайер. На этот раз им удаётся сотрудничать, а Чин Хо Келли женится. |            |                                      |                |                                             |                  |             |                     |
| 37 | 13         | «Ka Hoʻoponopono» «Исправление»      | Стив Бойм      | Стефани Сенгупта                            | 2 января 2012    | 213         | 11,90               |
| Юную девушку убивают прямо в её спальне, Отдел 5.0 ищет убийцу, идя по «денежному следу». Якудза Адам Ношимури (Иэн Энтони Дейл) обвиняет Джо Уайта в убийстве своего отца — Хиро Ношимури, но Джо всё отрицает и не хочет рассказать всей правды даже Макгарретту. Чин Хо предупреждает Макгарретта, что тот «не видит всей картины» и что Джо нельзя доверять. |            |                                      |                |                                             |                  |             |                     |
| 38 | 14         | «Puʻolo» «Посылка»                   | Кристин Мур    | Питер M. Ленков и Дэвид Волков              | 16 января 2012   | 214         | 10,73               |
| Дерзко ограблен грузовик транспортной компании, но по документам ничего не пропало. Отдел 5.0 обращается к старому знакомому — Санг Мину, чтобы воспользоваться его знаниями и связями в криминальной среде. |            |                                      |                |                                             |                  |             |                     |
| 39 | 15         | «Mai Ka Wa Kahiko» «Из прошлого»     | Ларри Тенг     | Билл Насс                                   | 6 февраля 2012   | 215         | 9,97                |
| Расследование начинается с трупа в самолёте, убит федеральный маршал. Пока Отдел 5.0 идёт по ложному следу, Дэнни узнаёт, что похищена его дочь, Грейс, а похитителем является его бывший коллега из Нью-Джерси Рик Петерсон (Питер Грин), против которого Дэнни 10 лет назад дал показания в суде. Теперь преступник хочет отомстить. |            |                                      |                |                                             |                  |             |                     |
| 40 | 16         | «I Helu Pu» «Расплата»               | Эрик Ланёвилль | Пол Збышевски                               | 13 февраля 2012  | 216         | 9,70                |
| Отдел 5.0 блистает нарядами на благотворительном банкете, организованном самим губернатором. Но найден труп молодой женщины, и приходится вместо банкета приступить к работе. Расследование приводит на территорию российского консульства, и Отдел 5.0 применяет весьма нестандартные методы, чтобы доказать виновность подозреваемого. В этой серии Лори Уэстон покидает Отдел 5.0, а Макгаррет отправляется проходить военные сборы на авианосце, чтобы быть рядом с дамой своего сердца. |            |                                      |                |                                             |                  |             |                     |
| 41 | 17         | «Kupale» «Защитник»                  | Стив Бойам     | Ноа Нельсон и Лиза Шульц                    | 20 февраля 2012  | 217         | 10,40               |
| Найден труп мужчины в традиционной гавайской одежде, убитого старинным гавайским оружием. Выясняется, что это местный судостроитель Брендон Каруба, фанат исторических реконструкций и традиционного гавайского искусства. Отдел 5.0 подозревает защитников окружающей среды, не раз угрожавших бизнесу Карубы, но оказывается, что в убийстве виноваты не друзья природы, а друзья по бизнесу. А Дэнно тем временем пытается наладить свою личную жизнь: приглашает друзей выпить в баре за его счёт и знакомит Грейс со своей новой подругой. |            |                                      |                |                                             |                  |             |                     |
| 42 | 18         | «Lekio» «Радио»                      | Брайан Спайсер | Кайл Харимото                               | 27 февраля 2012  | 218         | 9,58                |
| При взрыве самодельного взрывного устройства погиб диджей пиратской радиостанции Бобби Рейнс. Первым подозреваемым Отдела 5.0 становится бывший нью-йоркский полицейский Тони Арчер (Джеймс Каан), который затем оказывает большую помощь в расследовании и помогает найти настоящих убийц Рейнса. |            |                                      |                |                                             |                  |             |                     |
| 43 | 19         | «Kalele» «Судьба»                    | Фред Туа       | Джо Хэлпин                                  | 19 марта 2012    | 219         | 9,31                |
| Мэри Макгаррет устроилась работать бортпроводницей на рейс Нью-Йорк—Гонолулу, но первый же полёт не обходится без приключений: неизвестный иностранец (Тони Тодд) похищает её напарницу Анджелу, а саму Мэри заставляет пронести в самолёт большую партию контрабандных бриллиантов. Однако, анонимный звонок в охрану аэропорта сообщает о контрабанде, и Мэри арестовывают. Стив Макгаррет и Отдел 5.0 должны выяснить, кто похитил Анджелу и кто организовал нападение на полицейских, перевозящих улики. Из-за нехватки времени они обращаются за консультацией к отсидевшему 30 лет торговцу бриллиантами и убийце Августу Марчу (Эдвард Аснер). Расследование помогает вести капитан Фрайер. А Отдел 5.0 втайне от Стива готовит на его день рождения необычный торт. |            |                                      |                |                                             |                  |             |                     |
| 44 | 20         | «Haʻalele» «Заброшенный»             | Джерри Ливайн  | Элвуд Рейд                                  | 9 апреля 2012    | 220         | 10,30               |
| Стив отбывает в Японию, а в его отсутствие Дэнно и Отделу 5.0 приходится расследовать дело серийного убийцы, прячущего трупы женщин в мусорные мешки. Оказывается, что это дело непосредственно и лично касается патологоанатома Макса. От расследования отвлекает Камекона, который утверждает, что кто-то украл его креветочный фургон. |            |                                      |                |                                             |                  |             |                     |
| 45 | 21         | «Pa Make Loa» «Прикосновение смерти» | Брайан Спайсер | Тара Баттерс и Майкл Фазекас                | 30 апреля 2012   | 221         | 10,91               |
| Пока Стив продолжает отсутствовать, отдел 5.0 расследует смерть бывшего солдата, умершего от оспы. Расследование приводит к румынской мафии, что вынуждает 5.0 сотрудничать с Лос-Анджелесским отделением Морской полиции. В сериале появляются агенты Джи Каллен и Сэм Ханна из сериала Морская полиция: Лос-Анджелес. |            |                                      |                |                                             |                  |             |                     |
| 46 | 22         | «Ua Hopu» «Пойманный»                | Ларри Тенг     | Стефани Сенгупта                            | 7 мая 2012       | 222         | 9,39                |
| В Осаке Стив Макгаррет с помощью Интерпола нашёл и арестовал Во Фата. Однако при экстрадиции того на Гавайи возникли проблемы из-за вмешательства якудза и самолёт падает где-то в гавайских джунглях. Тем временем остальная команда расследует убийство связанной с Во Фатом девушки, которая может оказаться агентом спецслужб. Для Коно это может стать личным. |            |                                      |                |                                             |                  |             |                     |
| 47 | 23         | «Ua Hala» «Смерть в семье»           | Стив Бойам     | Питер M. Ленков, Пол Збышевски и Элвуд Рейд | 14 мая 2012      | 223         | 11,42               |
| Джо Уайт исполняет обещание и приводит Стива Макгаррета к «Шелборну». Дэни получает плохие новости от своей бывшей жены Рэйчел. Тем временем, Отдел 5.0 расследует убийство Фрайера. Благодаря Максу, который в процессе оказывается ранен, они быстро выходят на подозреваемого, но загвоздка в том, что этот человек должен быть давно мёртв. Дальнейшие шаги снова приводят их к продажному полицейскому Делано. |            |                                      |                |                                             |                  |             |                     |